# Oberea ruficeps
Oberea ruficeps là một loài bọ cánh cứng trong họ Cerambycidae.